# Liste der Insulae und Bauten in der Colonia Ulpia Traiana

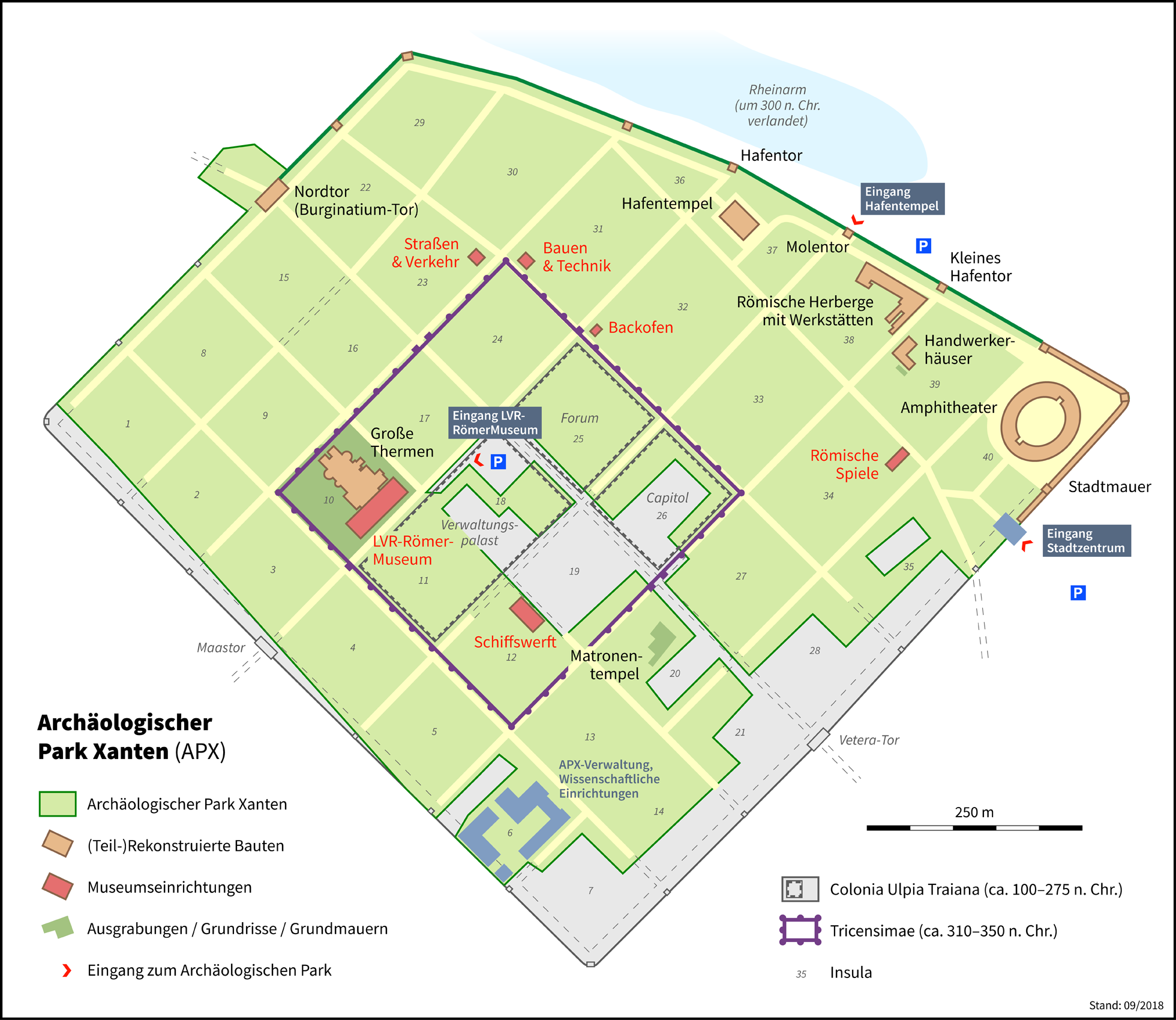
Plan der antiken Stadt

Die Liste der Insulae und Bauten in der Colonia Ulpia Traiana im heutigen Xanten enthält den baulichen Befund der bisherigen Ausgrabungen.
Die Reste der Colonia Ulpia Traiana gehören zu den am besten erhaltenen römischen Städten in Deutschland, da sie zum großen Teil nicht modern überbaut sind. Bisher wurde nur ein kleiner Teil der Stadt ausgegraben und im Rahmen des Archäologischen Parks Xanten konserviert. Die Insulae der Stadt sind modern durchnummeriert. Die Zählung beginnt im Nordwesten und setzt sich nach Südwesten fort, um dann in der zweiten Reihe wieder im Nordwesten zu beginnen. Die letzte Insula befindet sich dementsprechend ganz im Osten der antiken Stadt.
| Nummer | Bedeutende Bauten | Bild |
| ------ | --- | ---- |
| 1      | unbekannt, nicht ausgegraben |      |
| 2      | unbekannt, nicht ausgegraben |      |
| 3      | Wohnbauten; zwei von ihnen wurden fast vollständig freigelegt. Darunter befindet sich ein großer Bau mit Hypokausten und einem Garten an der Rückseite, wahrscheinlich einst eine Stadtvilla. 1971 zum Teil ausgegraben |      |
| 4      | unbekannt, nicht ausgegraben, nach einer Rekonstruktionszeichnung könnte es sich auf der Insula eine Fortsetzung des Verwaltungspalastes von Insula 11 befinden. |      |
| 5      | unbekannt, nicht ausgegraben |      |
| 6      | unbekannt, nicht ausgegraben |      |
| 7      | unbekannt, nicht ausgegraben |      |
| 8      | unbekannt, nicht ausgegraben |      |
| 9      | unbekannt, nicht ausgegraben |      |
| 10     | Die großen Thermen der Colonia Ulpia Traiana. Sie nehmen die ganze Insula ein. Sie wurden in Notgrabungen 1957 mit Insula 11 vor dem Bau einer Beton-Fertigteile-Fabrik untersucht und anschließend wie Insula 11 überbaut. Nach Gründung des APX und Verlagerung der Industrie erneute Freilegung mit anschließender Konservierung. Über den Grundmauern der Thermen wurde ein Schutzbau errichtet, der etwa die antike Form des Gebäudes nachahmt und seit 2008 das RömerMuseum beherbergt. |      |
| 11     | Großes Verwaltungsgebäude. Der Komplex nimmt die ganze Insula ein und setzt sich auf Insula 18 fort. Insula 11 wurde ebenso wie die Großen Thermen 1957 bei Notgrabungen untersucht und anschließend überbaut. Nach dem Abriss der Industrieanlagen wurden die Überreste wieder verfüllt. |      |
| 12     | Wohn- und Gewerbebebauung. Ausgrabungen fanden 1964 und 1970 statt. Die Reste sind wegen Steinraubs und intensiver landwirtschaftlicher Nutzung des Geländes nicht gut erhalten. |      |
| 13     | unbekannt, kaum ausgegraben |      |
| 14     | unbekannt, nicht ausgegraben |      |
| 15     | unbekannt, nicht ausgegraben |      |
| 16     | unbekannt, nicht ausgegraben |      |
| 17     | Nur zu einem kleinen Teil ausgegraben bei Notgrabungen, die vor allem Insula 10 als Ziel hatten (1957 und 1958); es fanden sich Reste einer Mauer und eines Kellers. Zur Straße hin befanden sich Kolonnaden. |      |
| 18     | Verwaltungsgebäude; auf der Insula stand die Fortsetzung des Baues von Insula 11, ist jedoch nicht ausgraben. |      |
| 19     | Wohn- und Gewerbebauten im Zentrum der Stadt. Die Grabungen fanden 1963 und 1964 statt. Es handelt sich meist um Streifenhäuser. Sie waren einheitlich etwa 12 bis 13 m breit und 32 bis 44 m lang. Im vorderen Teil befand sich jeweils eine Halle mit Pfeilern, sicherlich einst als Gewerberaum genutzt. Im hinteren Teil lag ein Hof und dazwischen Wohnräume. Es fanden sich in einigen Räumen Hypokausten. Einige Räume waren mit hochwertigen Wandmalereien dekoriert. |      |
| 20     | Wohn- und Gewerbebauten; im Zentrum der Insula stand der Matronentempel als gallo-römischer Umgangstempel. Die Insula wurde 1973 bis 1974 zum Teil ausgegraben. Der Tempel stand innerhalb eines 44,5 × 27,1 m großen Bezirkes, der wahrscheinlich durch eine hohe Mauer abgeschirmt war. An allen vier Seiten gab es einen gedeckten Umgang, der wahrscheinlich auch mit Säulen geschmückt war. Das eigentliche Tempelgebäude befand sich nahezu mittig, war 4,4 × 3,8 Meter groß und verfügte über einen zwei Meter breiten Umgang. Zwei Fragmente von Inschriften deuten an, dass hier die Matronen verehrt wurden. Die wenigen architektonischen Reste deuten auf eine reiche Dekoration. Es fanden sich Fragmente von Kapitellen, Säulen und Verkleidungsplatten aus Kalkstein. Der Tempel war zumindest teilweise ausgemalt. |      |
| 21     | unbekannt, nicht ausgegraben |      |
| 22     | unbekannt, nicht ausgegraben |      |
| 23     | unbekannt, nicht ausgegraben |      |
| 24     | unbekannt, nicht ausgegraben |      |
| 25     | Das Forum der Stadt. An der Ostseite stand eine Basilica. Der Komplex nimmt eine ganze Insula ein. |      |
| 26     | Das Capitol der Stadt; der Tempelkomplex nimmt eine ganze Insula ein. Er wurde im zweiten Jahrhundert errichtet, unter den Resten des Tempels fanden sich bedeutende Reste von Wohnbebauung des ersten Jahrhunderts. Grabungen fanden seit dem 19. Jahrhundert statt von Philipp Houben statt. Neuere Untersuchungen fanden 1982 bis 1998 – mit Unterbrechungen – statt. Der Tempel diente lange als Steinbruch. |      |
| 27     | Wohn- und Gewerbebauten, die 1967 bis 1969 als Notgrabungen großflächig ausgegraben wurden. Insgesamt wurden 15 Wohneinheiten (Parzellen von den Ausgräbern genannt) ausgegraben. Es handelte sich in der Mehrzahl um Streifenhäuser. Zur Straßenseite gab es Kolonnaden. Im vorderen Bereich lag meist ein großer Raum, es folgten kleinere Räume und im hinteren Teil wahrscheinlich ein Hof. Einige Räume hatten Hypokausten. Es fanden sich bedeutende Reste von Wandmalereien, darunter solche mit großen Figuren. |      |
| 28     | unbekannt, nicht ausgegraben |      |
| 29     | unbekannt, nicht ausgegraben |      |
| 30     | unbekannt, nicht ausgegraben |      |
| 31     | unbekannt, nicht ausgegraben |      |
| 32     | unbekannt, wenig ausgegraben |      |
| 33     | unbekannt, wenig ausgegraben |      |
| 34     | Anscheinend Wohnbebauung, nur zum kleinen Teil in den Jahren 1927 und 1969/1970 ausgegraben. Anscheinend drei Häuser wurden angeschnitten. Die allgemeine Struktur der Bebauung ist unsicher. Aus Haus 1 stammen Reste von Wandmalereien von Kandelaberwänden. In Haus 2 hatten mindestens drei Räume Hypokausten. Auch hier fanden sich Reste von Wandmalereien. |      |
| 35     | unbekannt, wenig ausgegraben |      |
| 36     | unbekannt, nicht ausgegraben |      |
| 37     | Sogenannter Hafentempel. Unter dem Tempel fanden sich Reste von Wohnbauten und Werkstätten aus dem ersten Jahrhundert. Bemerkenswert sind die Überreste einer Malerwerkstatt mit zerbrochenen Näpfen, in denen sich noch Farbe befand. Die Werkstatt brannte am Ende des ersten Jahrhunderts nieder. |      |
| 38     | Herberge und Herbergsthermen; heute rekonstruiert. In der Herberge gibt es ein Restaurant, in dem man unter anderem nach original römischen Rezepten gekochte Gerichte erhalten kann. |      |
| 39     | Wohn- und Gewerbebauten, die in den Jahren 1988 bis 1994 zum Teil ausgegraben wurden. Es fand sich eine Bebauung aus dem ersten Jahrhundert und darüber mehrere Schichten einer Bebauung aus dem zweiten und dritten Jahrhundert. Hypokausten deuten auf ein zum Teil gehobenes Wohnniveau. Tiegel mit Schlackenfüllung belegen eine Werkstatt, in der Silber recycelt wurde, was sonst in der antiken Welt bisher nicht belegt werden konnte. |      |
| 40     | Amphitheater der Colonia Ulpia Traiana: Ein Teil der Tribüne wurde rekonstruiert und wird heute für verschiedene Veranstaltungen genutzt. |      |